# Frísia do Norte
A Frísia do Norte (em alemão: Nordfriesland) é um distrito (kreis ou landkreis) da Alemanha localizado no estado de Schleswig-Holstein.
A Frísia do Norte é onde o dialeto setentrional da língua frísia é falado.

## História
O mar sempre teve uma forte influência na região. Nos tempos medievais, as marés de tempestade tornaram a vida no que hoje é Nordfriesland bastante perigosa. Somente nos tempos modernos a perda de terras e vidas pôde ser interrompida com a construção de diques sólidos. Muitas aldeias que antes existiam estão agora no fundo do mar. O exemplo mais conhecido é o pequeno porto marítimo de Rungholt, que foi destruído por uma onda de tempestade em 1362. A ilha de Strand desapareceu na inundação de Burchardi, outra tempestade desastrosa em 1634. Após esta onda de tempestade, havia muitas ilhotas pequenas em vez de Strand.
De aproximadamente 1200 até 1864, a área que hoje é Nordfriesland era uma parte do Ducado de Schleswig, que em si não era diretamente uma parte do Reino Dinamarquês, mas um feudo da coroa dinamarquesa e ligado aos reis da Dinamarca por união pessoal como uma entidade separada. Nordfriesland ainda é um distrito multilíngue: há pessoas falando alemão padrão, baixo alemão, frísio do norte e dinamarquês, incluindo a Jutlândia do Sul. A língua frísia do norte existe em nove dialetos ligeiramente diferentes, mas é usada principalmente por cidadãos mais velhos na Nordfriesland continental. Uma comunidade relativamente animada de falantes frísios existe nas ilhas de Föhr e Amrum. Depois de se tornar alemão, três distritos foram estabelecidos na região: Südtondern no norte, Husum no centro e Eiderstedt no sul. Em 1970, estes três distritos foram fundidos para formar o distrito de Nordfriesland.

## Cidades e municípios
Populações em 31 de dezembro de 2006:
| Cidades: 1. Bredstedt (5050) 2. Friedrichstadt (2492) 3. Husum * (22358) 4. Tönning (5025) 5. Westerland (8973) | Município: 1. Reußenköge (343) |

Estas cidades e município são chamados Amtsfreie Städte ou Amtsfreie Gemeinden por não pertencerem a nenhum Amt (vide abaixo). A cidade indicada por asterisco (*) é sede de um Amt.
Ämter (singular: Amt; português: "escritório", "secretaria"), e seus municípios membros:
| - 1. Bredstedt-Land [sede: Breklum] 1. Ahrenshöft (513) 2. Almdorf (541) 3. Bohmstedt (759) 4. Breklum (2298) 5. Drelsdorf (1286) 6. Goldebek (356) 7. Goldelund (392) 8. Högel (445) 9. Joldelund (722) 10. Kolkerheide (63) 11. Lütjenholm (32) 12. Sönnebüll (242) 13. Struckum (1024) 14. Vollstedt (170) - 2. Eiderstedt [sede: Garding] 1. Garding, cidade (2694) 2. Garding, Kirchspiel (311) 3. Grothusenkoog (22) 4. Katharinenheerd (182) 5. Kotzenbüll (229) 6. Norderfriedrichskoog (38) 7. Oldenswort (1302) 8. Osterhever (245) 9. Poppenbüll (209) 10. Sankt Peter-Ording (4072) 11. Tating (988) 12. Tetenbüll (628) 13. Tümlauer Koog (108) 14. Vollerwiek (217) 15. Welt (220) 16. Westerhever (131) - 3. Föhr-Amrum [sede: Wyk auf Föhr] 1. Alkersum (405) 2. Borgsum (353) 3. Dunsum (67) 4. Midlum (363) 5. Nebel (932) 6. Nieblum (611) 7. Norddorf (623) 8. Oevenum (496) 9. Oldsum (571) 10. Süderende (185) 11. Utersum (415) 12. Witsum (44) 13. Wittdün (683) 14. Wrixum (663) 15. Wyk auf Föhr, cidade (4445) | - 4. Landschaft Sylt [sede: Sylt-Ost] 1. Hörnum (935) 2. Kampen (621) 3. List (2549) 4. Rantum (575) 5. Sylt-Ost (5871) 6. Wenningstedt-Braderup (1553) - 5. Nordsee-Treene [sede: Mildstedt] 1. Arlewatt (340) 2. Drage (595) 3. Elisabeth-Sophien-Koog (45) 4. Fresendelf (94) 5. Hattstedt (2475) 6. Hattstedtermarsch (325) 7. Horstedt (754) 8. Hude (208) 9. Koldenbüttel (928) 10. Mildstedt (3687) 11. Nordstrand (2234) 12. Oldersbek (666) 13. Olderup (461) 14. Ostenfeld (1549) 15. Ramstedt (441) 16. Rantrum (1604) 17. Schwabstedt (1355) 18. Seeth (710) 19. Simonsberg (865) 20. Süderhöft (19) 21. Südermarsch (148) 22. Uelvesbüll (278) 23. Winnert (754) 24. Wisch (129) 25. Wittbek (806) 26. Witzwort (989) 27. Wobbenbüll (484) - 6. Pellworm [sede: Husum] 1. Gröde (13) 2. Hooge (81) 3. Langeneß (127) 4. Pellworm (1124) - 7. Stollberg [sede: Langenhorn] 1. Bargum (616) 2. Bordelum (2016) 3. Langenhorn (3134) 4. Ockholm (373) | - 8. Südtondern [sede: Niebüll] 1. Achtrup (1571) 2. Aventoft (476) 3. Bosbüll (211) 4. Braderup (685) 5. Bramstedtlund (227) 6. Dagebüll (948) 7. Ellhöft (122) 8. Emmelsbüll-Horsbüll (1029) 9. Enge-Sande (1150) 10. Friedrich-Wilhelm-Lübke-Koog (157) 11. Galmsbüll (677) 12. Holm (82) 13. Humptrup (790) 14. Karlum (216) 15. Klanxbüll (950) 16. Klixbüll (944) 17. Ladelund (1496) 18. Leck (7680) 19. Lexgaard (61) 20. Neukirchen (1289) 21. Niebüll, cidade (9019) 22. Risum-Lindholm (3617) 23. Rodenäs (456) 24. Sprakebüll (223) 25. Stadum (1046) 26. Stedesand (857) 27. Süderlügum (2227) 28. Tinningstedt (207) 29. Uphusum (403) 30. Westre (406) - 9. Viöl [sede: Viöl] 1. Ahrenviöl (513) 2. Ahrenviölfeld (259) 3. Behrendorf (605) 4. Bondelum (205) 5. Haselund (917) 6. Immenstedt (658) 7. Löwenstedt (677) 8. Norstedt (423) 9. Oster-Ohrstedt (667) 10. Schwesing (918) 11. Sollwitt (314) 12. Viöl (1922) 13. Wester-Ohrstedt (1116) |

|  |